# Placówka Straży Granicznej II linii „Kalisz”
Placówka Straży Granicznej II linii „Kalisz” – jednostka organizacyjna Straży Granicznej w okresie międzywojennym.

## Formowanie i zmiany organizacyjne
Rozporządzeniem Prezydenta Rzeczypospolitej Polskiej Ignacego Mościckiego z 22 marca 1928 roku, do ochrony północnej, zachodniej i południowej granicy państwa, a w szczególności do ich ochrony celnej, powoływano z dniem 2 kwietnia 1928 roku  Straż Graniczną.
Rozkazem nr 3 z 14 maja 1929 roku w sprawie utworzenia Inspektoratu Wewnętrznego komendant Straży Granicznej płk Jan Jur-Gorzechowski utworzył komisariat wewnętrzny Straży Granicznej nr 2 „Łódź”. 
W 1939 roku placówka Straży Granicznej II linii „Kalisz” była w jego strukturze. Została wydzielona rozkazem nr 6 z 22 kwietnia 1939 roku z Wielkopolskiego Okręgu SG.